# Амфіума трипала
Амфіума трипала (Amphiuma tridactylum) — вид земноводних з роду амфіума родини амфіумові.

## Опис
Загальна довжина коливається від 35 до 106 см. Голова сплощена. Тулуб витягнутий, стрункий. Має велику пащу. Має усі кінцівки, на яких є 3 пальці. Звідси походить назва цієї амфібії. Очі доволі маленькі, присутні також невеличкі зяброві щілини. Забарвлення коливається від сірого до коричневого й навіть чорного кольору, при цьому черево має значно світліший відтінок.

## Спосіб життя
Полюбляє болота, ставки і озера з рясною рослинність. Рідко залишає водойми. Активна вночі. Поживою є риба, дощові хробаки, ракоподібні, безхребетні, дрібні змії.
Парування відбувається з грудня по червень, самиця будує гніздо з квітня по жовтень. Потім відкладає 150–200 яєць.

## Розповсюдження
Мешкає на півдні США, поширена переважно на захід від р. Міссісіпі: від штату Міссісіпі до Техасу.